# Coppa di Cina 2017
La Coppa di Cina 2017 è stata la 19ª edizione della FA Cup cinese di calcio. La competizione è iniziata il 26 novembre 2016 ed è terminata il 26 novembre 2017. Lo Shanghai Shenhua ha vinto il torneo per la seconda volta nella sua storia.

## Ottavi di finale
| Squadra 1                     | Risultato         | Squadra 2        |
| ----------------------------- | ----------------- | ---------------- |
| 21 giugno 2017                |                   |                  |
| Heilongjiang Huoshan Mingquan | 1 - 2             | Tianjin Quanjian |
| Hangzhou Lücheng              | 1 - 1 (5-6 dcr)   | Shanghai Shenxin |
| Inner Mongolia Zhongyou       | 0 - 0 (3-5 dcr)   | Guangzhou R&F    |
| Suzhou Dongwu                 | 1 - 1 (14-15 dcr) | Shanghai Haigang |
| Tianjin Teda                  | 0 - 1             | Shandong Taishan |
| Jiangsu Suning                | 1 - 0             | Henan Jianye     |
| Shanghai Shenhua              | 1 - 0             | Beijing Guoan    |
| Guangzhou E.                  | 1 - 0             | Hebei CFFC       |

## Quarti di finale
| Squadra 1        | Totale | Squadra 2        | Andata | Ritorno |
| ---------------- | ------ | ---------------- | ------ | ------- |
| Jiangsu Suning   | 3 – 4  | Shanghai Shenxin | 2 – 2  | 1 – 2   |
| Tianjin Quanjian | 3 – 4  | Shanghai Haigang | 3 – 0  | 0 – 4   |
| Shandong Taishan | 1 – 3  | Shanghai Shenhua | 1 – 3  | 0 – 0   |
| Guangzhou R&F    | 6 – 9  | Guangzhou E.     | 4 – 2  | 2 – 7   |

## Semifinali
| Squadra 1        | Totale | Squadra 2        | Andata | Ritorno |
| ---------------- | ------ | ---------------- | ------ | ------- |
| Shanghai Shenhua | 2 – 0  | Shanghai Shenxin | 1 – 0  | 1 – 0   |
| Guangzhou E.     | 2 – 6  | Shanghai Haigang | 1 – 2  | 1 – 4   |

## Finali

### Andata
| Arbitro: | Jumpei Lida |

|             |           |  |
| Martins 38’ | Marcatori |  |

| P               | 27 | Li Shuai            | 90+2’ |       |
| D               | 16 | Li Yunqiu           |       |       |
| D               | 6  | Li Peng             |       |       |
| D               | 34 | Bi Jinhao           |       |       |
| D               | 23 | Bai Jiajun          |       |       |
| C               | 36 | Liu Ruofan (U-23)   |       | 65’   |
| C               | 26 | Qin Sheng           |       |       |
| C               | 13 | Fredy Guarín        |       |       |
| A               | 28 | Cao Yunding         | 30’   | 76’   |
| A               | 10 | Giovanni Moreno (c) |       | 90+1’ |
| A               | 17 | Obafemi Martins     |       |       |
| A disposizione: |    |                     |       |       |
| P               | 22 | Qiu Shengjiong      |       |       |
| D               | 30 | Tao Jin             |       |       |
| C               | 8  | Zhang Lu            |       | 65’   |
| C               | 35 | Lü Pin              |       |       |
| C               | 37 | Sun Shilin          |       | 90+1’ |
| A               | 7  | Mao Jianqing        |       | 76’   |
| A               | 15 | Zhu Jianrong        |       |       |
| Allenatore:     |    |                     |       |       |
| Wu Jingui       |    |                     |       |       |

| P                 | 1  | Yan Junling         |     |     |
| D                 | 27 | Shi Ke              |     |     |
| D                 | 28 | He Guan             |     |     |
| D                 | 13 | Wei Zhen            | 55’ |     |
| D                 | 4  | Wang Shenchao (c)   |     |     |
| C                 | 8  | Oscar               | 71’ |     |
| C                 | 6  | Cai Huikang         | 25’ | 84’ |
| C                 | 25 | Odil Ahmedov        |     |     |
| C                 | 21 | Yu Hai              |     | 46’ |
| A                 | 7  | Wu Lei              |     |     |
| A                 | 10 | Hulk                | 59’ |     |
| A disposizione:   |    |                     |     |     |
| P                 | 22 | Sun Le              |     |     |
| D                 | 23 | Fu Huan             |     | 55’ |
| C                 | 18 | Zhang Yi            |     |     |
| C                 | 26 | Gao Haisheng (U-23) |     |     |
| C                 | 33 | Wei Shihao (U-23)   |     | 46’ |
| A                 | 14 | Li Shenglong        |     |     |
| A                 | 15 | Lin Chuangyi        |     | 84’ |
| Allenatore:       |    |                     |     |     |
| André Villas-Boas |    |                     |     |     |

### Ritorno
| Arbitro: | Ted Unkel |

|                                                 |           |                             |
| Lü Wenjun 15’ Hulk 72’ (rig.) Moreno 76’ (aut.) | Marcatori | Cao Yunding 44’ Martins 67’ |

| P                 | 1  | Yan Junling       |            |     |
| D                 | 23 | Fu Huan           | 45’, 90+5’ |     |
| D                 | 28 | He Guan           |            |     |
| D                 | 13 | Wei Zhen (U-23)   |            | 46’ |
| D                 | 4  | Wang Shenchao (c) | 82’        |     |
| C                 | 8  | Oscar             |            |     |
| C                 | 18 | Zhang Yi          | 14’        | 46’ |
| C                 | 25 | Odil Ahmedov      |            |     |
| C                 | 10 | Hulk              |            |     |
| C                 | 7  | Wu Lei            |            |     |
| A                 | 11 | Lü Wenjun         |            | 77’ |
| A disposizione:   |    |                   |            |     |
| P                 | 22 | Sun Le            |            |     |
| D                 | 27 | Shi Ke            | 85’        | 46’ |
| C                 | 21 | Yu Hai            |            | 77’ |
| C                 | 6  | Cai Huikang       |            |     |
| C                 | 33 | Wei Shihao (U-23) |            | 46’ |
| A                 | 14 | Li Shenglong      |            |     |
| A                 | 15 | Lin Chuangyi      |            |     |
| Allenatore:       |    |                   |            |     |
| André Villas-Boas |    |                   |            |     |

| P               | 27 | Li Shuai            |     |       |
| D               | 16 | Li Yunqiu           |     |       |
| D               | 6  | Li Peng             |     |       |
| D               | 34 | Bi Jinhao           |     |       |
| D               | 23 | Bai Jiajun          | 56’ |       |
| C               | 36 | Liu Ruofan (U-23)   |     | 58’   |
| C               | 26 | Qin Sheng           | 19’ |       |
| C               | 13 | Fredy Guarín        |     |       |
| A               | 28 | Cao Yunding         |     | 90+5’ |
| A               | 10 | Giovanni Moreno (c) |     |       |
| A               | 17 | Obafemi Martins     | 75’ | 90+7’ |
| A disposizione: |    |                     |     |       |
| P               | 22 | Qiu Shengjiong      |     |       |
| D               | 30 | Tao Jin             |     |       |
| C               | 8  | Zhang Lu            |     | 58’   |
| C               | 35 | Lü Pin (U-23)       |     |       |
| C               | 37 | Sun Shilin          |     | 90+5’ |
| A               | 7  | Mao Jianqing        |     | 90+7’ |
| A               | 15 | Zhu Jianrong        |     |       |
| Allenatore:     |    |                     |     |       |
| Wu Jingui       |    |                     |     |       |